# الاکا، بورسکا
الاکا، بورسکا (به لاتین: Alaca, Borçka) یک منطقهٔ مسکونی در ترکیه است که در استان آرتوین واقع شده‌است.

## خصوصیات
الاکا ۴۳۰ نفر جمعیت دارد.